# Nibe
Nibe es un pueblo danés perteneciente al municipio de Aalborg, en la región de Jutlandia Septentrional.
Tiene 5233 habitantes en 2017, lo que lo convierte en la cuarta localidad más importante del municipio tras Aalborg, Nørresundby y Svenstrup.
Se conoce su existencia desde el siglo XIV, cuando era un pueblo pesquero dedicado a la pesca de arenques. En el siglo XVI se desarrolló gracias a que Cristián III construyó aquí viviendas para los salineros reales, que compraban arenques para los castillos y buques militares. En el siglo XIX pasó a ser una localidad portuaria, industrial y ferroviaria.
Se ubica en la costa septentrional de Himmerland, unos 15 km al oeste de Aalborg.